# Roger Peña
Roger Peña Carulla (Barcelona, 3 de junio de 1959) es un director, adaptador, traductor, supervisor y actor de doblaje, traductor teatral, autor teatral, director teatral y escritor español. Es hijo del también actor y director de doblaje Felipe Peña y de la actriz Montserrat Carulla, junto a sus tres hermanas Isabel, Marina y Vicky Peña, también actriz.
En el campo del doblaje ha traducido, adaptado y/o dirigido más de 1.000 películas y episodios de series. Desde series míticas como Dallas a las obras completas de William Shakespeare en versión catalana de las producciones de la BBC.
Sus obras teatrales se han representado en Barcelona y Madrid, así como en giras por Cataluña y España, y también en Buenos Aires, Santiago de Chile, Miami y Nueva York.
Cuenta con el Premio de la Crítica de Barcelona y con un Premio Fad (ambos por las canciones de Sweeney Todd), y su texto El recanvi resultó ganador en los Combates de Dramaturgia de los Festivales Temporada Alta, tanto de Salt como de Buenos Aires.

## Teatro

### Autor
- 2012: Poder Absoluto
- 2013: Iaia!!!
- 2014: Cremats
- 2015: Ningú et coneix com jo / Nadie te conoce como yo
- 2016: El revanvi
- 2016: La música de les paraules
- 2019: Dolç

### Director
- 2001: A la cuina amb l'Elvis (Cooking with Elvis), de Lee Hall
- 2001: Amb pedres a les butxaques (Stones in his pockets), de Marie Jones
- 2009: El Messies (The Messiah), de Patrick Barlow
- 2012: No et vesteixis per sopar (Don't dress for Dinner), de Marc Carmoletti
- 2012: Poder Absoluto, de Roger Peña
- 2013: Iaia!!!, de Roger Peña
- 2014: Cremats, de Roger Peña
- 2016: La música de les paraules, de Roger Peña
- 2019: Dolç, de Roger Peña

### Traductor
- 1986: What the Butler Saw, de Joe Orton
- 1995, 2008: Sweeney Todd, de Stephen Sondheim (versiones catalana y española)
- 1995: Man of la Mancha, de Leigh , Darion y Wasserman
- 1996: Frankie & Johnnie in the Claire de Lune, de Terrence McNally
- 1997: Chicago, de Fred Ebb , Bob Fosse y John Kander
- 2000: A Little Night Music, de Stephen Sondheim
- 2001: Cooking with Elvis, de Joe Penhall
- 2001: The Full Monty, de Terrence McNally y David Yazbek
- 2009: El Messies (The Messiah), de Patrick Barlow
- 2010: Hair, de James Rado y Gerome Ragni (letras), y Galt MacDermot (música)
- 2011: Grease, de Jim Jacobs y Warren Casey
- 2012: Follies, de Stephen Sondheim
- 2012: Don't Dress for Dinner, de Marc Camoletti
- 2018: La Cage aux Folles, de Harvey Fiersten y Jerry Herman
- 2018: Anastasia (musical), de Lynn Ahrens , Terrence McNally y Stephen Flaherty

## Como escritor

### Libros
- 2014: L'Escorpí i altres deliris (Llibre de contes) Editorial La Mansarda
- 2016  El secret de Munic (Novel·la) Editorial Gregal